# Khu phức hợp tu viện Pavlín ở Šaštín-Stráže
Khu phức hợp tu viện Pavlín ở Šaštín-Stráže (tiếng Slovakia: Kláštorný komplex pavlínov v Šaštín-Stráže) là một tập hợp các tòa nhà thiêng liêng thuộc địa phận làng Šaštín-Stráže, vùng Trnava, Slovakia. Khu phức hợp này bao gồm:
- Vương cung thánh đường Đức Mẹ Đồng trinh Sầu bi
- Tòa nhà tu viện Pavlín
- Nhà nguyện tôn kính Đức Mẹ Đồng trinh Sầu bi
- Tòa nhà trang trại

Vào ngày 14 tháng 9 năm 1963, khu phức hợp tu viện Pavlín ở Šaštín-Stráže được ghi danh vào Danh sách Di tích Trung ương theo quyết định của Bộ Văn hóa Cộng hòa Slovakia. Ngày 11 tháng 6 năm 1991, theo Nghị quyết của Chủ tịch Hội đồng Quốc gia Slovakia, quần thể này được công nhận là di tích văn hóa quốc gia.

## Lịch sử
Việc xây dựng khu phức hợp tu viện Pavlín ở Šaštín-Stráže có liên quan đến sự kiện tuyên bố phép lạ đối với bức tượng Đức Trinh nữ Maria Sầu bi vào ngày 10 tháng 11 năm 1732, theo chỉ thị của Tổng giám mục Esztergom lúc bấy giờ là Imrich Esterházy. Ngày 2 tháng 4 năm 1733, các tu sĩ Pavlín đã đến Šaštín-Stráže với mục đích xây dựng một nhà thờ hành hương và một tu viện để đặt tượng Đức Trinh Nữ Maria Sầu bi.